# Кук, Томас, 3-й граф Лестер
Томас Уильям Кук, 3-й граф Лестер (англ. Thomas William Coke, 3th Earl of Leicester; 20 июля 1848 — 19 ноября 1941) — британский пэр и военный. Он носил титул учтивости — виконт Кук с 1848 по 1909 год.

## Биография

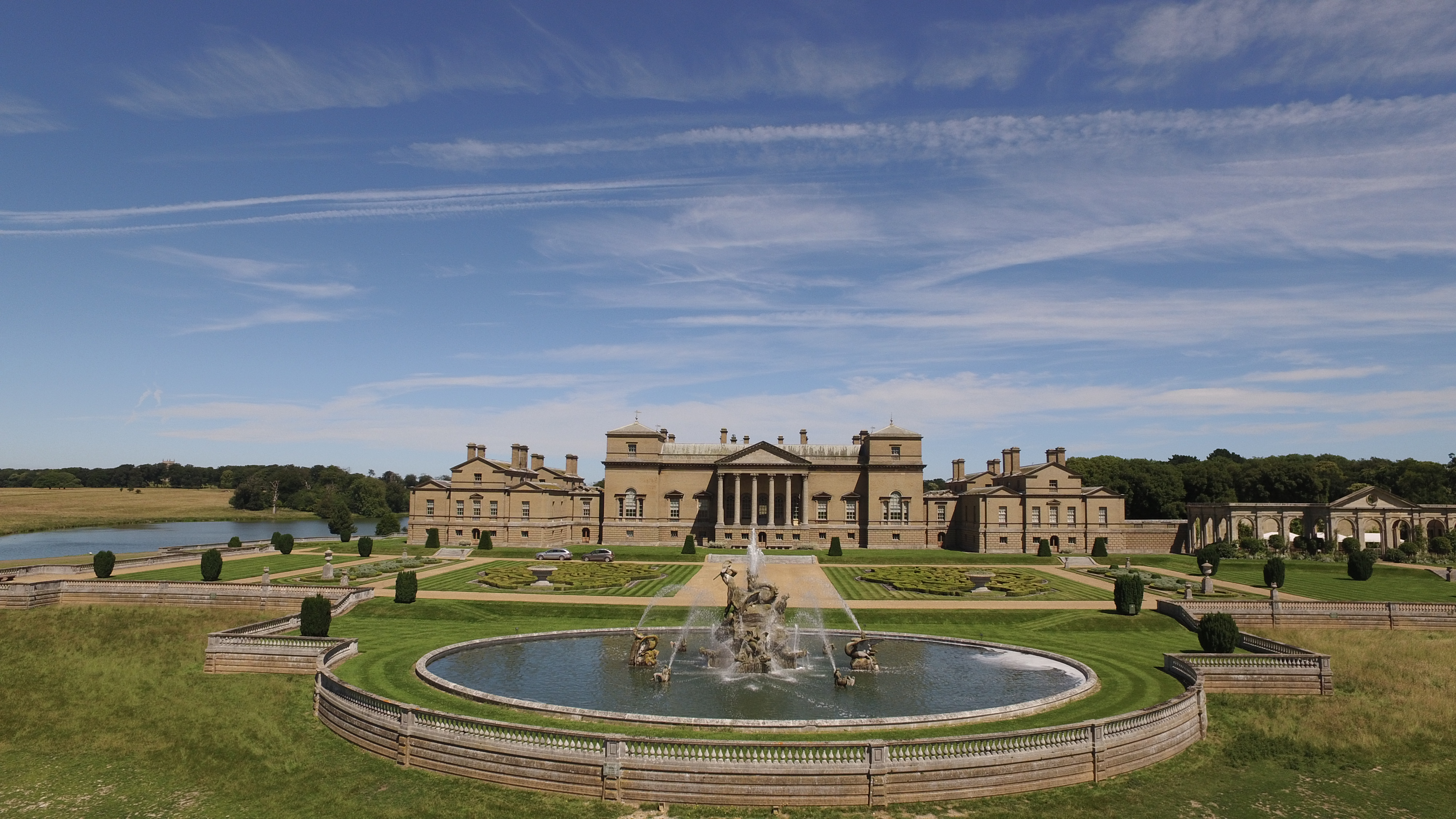
Холкем-холл, графство Норфолк

Родился 20 июля 1848 года. Старший сын Томаса Кука, 2-го графа Лестера (1822—1909), от его первой жены Джулианы (урождённой Уитбред) (1825—1870).
Он был полковником 2-го батальона шотландской гвардии и служил в Египте в 1882 году и в Суакине в 1885 году. Выйдя в отставку из регулярной армии, 21 февраля 1894 года он был назначен подполковником, командующим Норфолкской артиллерийской милицией. После начала Второй англо-бурской войны в конце 1899 года в мае 1900 года был сформирован полк ополчения, и около 100 человек были отправлены в Южную Африку под командованием лорда Кука. После объявления мира в мае 1902 года они покинули Кейптаун на борту корабля «Уолмер Касл» в конце июня и в следующем месяце прибыли в Саутгемптон. За свою военную службу он упоминался в депешах (включая последнюю депешу лорда Китченера от 23 июня 1902 года) и был удостоен звания кавалера Ордена Святых Михаила и Святого Георгия (CMG) в октябре 1902 года. В январе 1903 года он был назначен адъютантом королевской милиции.
В 1908 году он был удостоен звания кавалера Большого креста Королевского Викторианского ордена (GCVO).
Лорд Лестер занимал должность лорда-лейтенанта Норфолка с 1906 по 1929 год. Он сменил своего отца на графстве и Холкем-холле в 1909 году.

## Личная жизнь

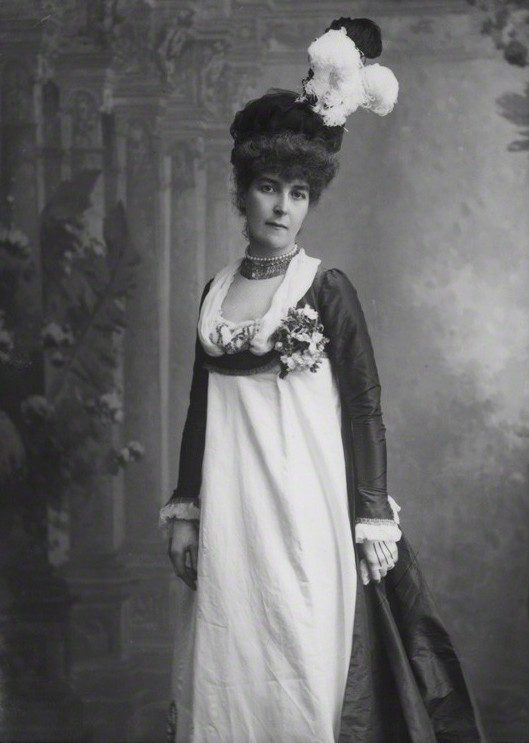
Элис, графиня Лестер

26 августа 1879 года лорд Лестер женился на достопочтенной Элис Эмили Уайт (29 сентября 1855 — 24 апреля 1936), дочери Люка Уайта, 2-го барона Аннали (1829—1888), и Эмили Стюарт (? — 1915). У них было пятеро детей:
- Томас Уильям Кок, 4-й граф Лестер (9 июля 1880 — 21 августа 1949), старший сын и преемник отца.
- Лейтенант Достопочтенный Артур Джордж Кук (6 апреля 1882 — 21 мая 1915), погиб в Галлиполи во время службы в Королевской военно-морской воздушной службе. Его память увековечена на мемориале Хеллеса в Галлиполи[6]. Отец Энтони Кука, 6-го графа Лестера.
- Леди Марджори Элис Кук (1884 — 24 декабря 1946)
- Достопочтенный Роджер Кук (28 декабря 1886 — 14 октября 1960), офицер Королевских ВВС.
- Леди Александра Мари Бриджит Кук (1891—1984), вышла замуж в 1910 году за Дэвида Огилви, 12-го графа Эйрли.

Элис Кук, графиня Лестер, позже была назначена дамой-командором Ордена Британской империи. Она умерла в 1936 году. Лорд Лестер пережил её на пять лет и умер в ноябре 1941 года в возрасте 93 лет. Графство ему наследовал его старший сын Томас.